# 瀧正雄

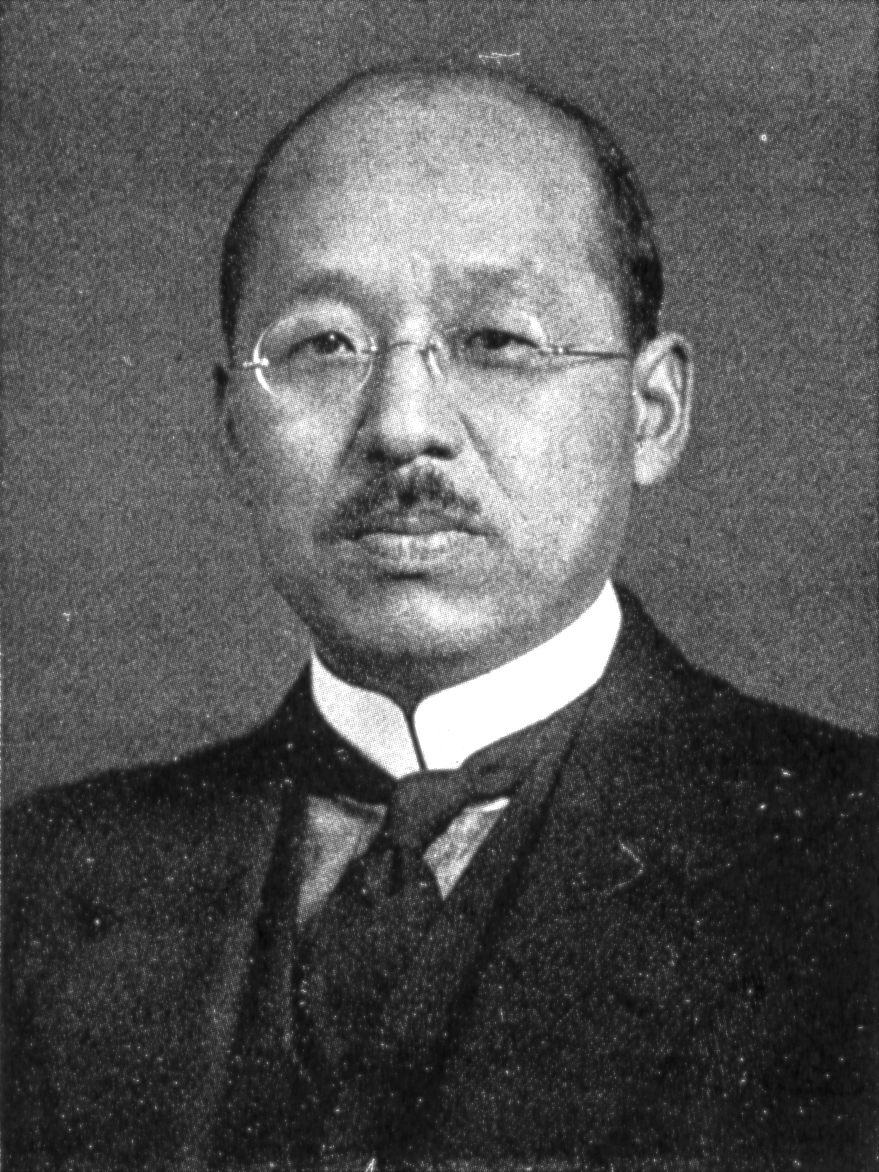
1932年（昭和7年）頃

瀧 正雄（たき まさお 1884年（明治17年）4月14日 - 1969年（昭和44年）8月12日）は、日本の政治家、法学者。衆議院議員、貴族院議員を務め、近衛文麿の家老格の側近として知られた。

## 来歴

### 戦前
愛知県中島郡明治村出身。愛知一中、五高を経て、京都帝国大学法科大学政治学科に入り、1911年（明治44年）7月に京都帝国大学卒業、大学院に入学。1912年（大正元年）10月から1916年（大正5年）6月まで京大法科講師を勤める。
1917年（大正6年）4月第13回衆議院議員総選挙で愛知県郡部に立憲政友会から出馬して衆議院議員に当選。
1918年（大正7年）10月から1922年（大正11年）6月まで内務大臣秘書官。1932年（昭和7年）6月から1934年（昭和9年）7月まで外務政務次官。
1935年（昭和10年）には昭和会の結党に参加。
1936年（昭和11年）6月、風見章らとともに国策研究会を発足させる。各党、各派中堅議員による横断的、無党派による研究会であった。
1937年（昭和12年）6月4日には第1次近衛内閣で法制局長官となるが、同年10月25日に親任官の初代企画院総裁に任じられた（〜1939年（昭和14年）1月11日）。1939年12月19日、貴族院勅選議員に勅任された（1946年2月23日まで在任）。以後無所属倶楽部から研究会に所属。阿部内閣後の後継首班候補に杉山元を擁立するための策動が知られる。

### 戦後
1946年（昭和21年）公職追放、1951年（昭和26年）解除。

## 栄典
- 1920年（大正9年）11月1日 - 勲五等瑞宝章[6]

## 参近文献
- Ito, Tomohide (2019). Militarismus des Zivilen in Japan 1937–1940: Diskurse und ihre Auswirkungen auf politische Entscheidungsprozesse, (Reihe zur Geschichte Asiens; Bd. 19). Iudicium Verlag. ISBN 978-3862052202

（とりわけpp. 143-147で瀧の思想を分析している。）
- 『貴族院要覧（丙）』昭和21年12月増訂、貴族院事務局、1947年。